# Гуань Чжун (легист)
Гуань Чжун (кит. трад. 管仲, пиньинь Guǎn Zhòng) или Гуань Иу (кит. трад. 管夷吾, пиньинь Guǎn Yíwú), (720 до н. э. — 645 до н. э.) — китайский мыслитель и политик периода Весны и Осени, признанный основоположник легизма — философско-политического учения, противного учениям даосизма и конфуцианства.

## Жизнь и взгляды
Сведения о его жизни и деятельности содержатся в основном в «Го юй» (V—III вв. до н. э.). Гуань Чжун был назначен циским правителем Хуань-гуном на пост премьер-министра в 685 г. до н. э., и за 40 лет его управления Ци стало самым могущественным государством в этот период. Ослаблял наследственную аристократию и укреплял царскую власть. Первым в истории Китая выдвинул концепцию об управлении страной на основании закона («Законы — отец и мать народа»). Утверждал всеобщность закона: «Правитель и чиновники, высшие и низшие, знатные и подлые — все должны следовать закону. Это и называется великим искусством управления». Пытался поставить закон над правителем, однако более поздние теоретики легизма не поддержали эту идею. Вероятно, законы, создаваемые правителем, мыслились Гуань Чжуном как средство ограничения прав наследств, аристократии на наследование высших административных постов: «Только управляя на основании закона, можно выдвигать достойных и устранять плохих» (гл. 46). Возможно, Гуань Чжун первым предложил идею наказания в качестве главного метода управления: «когда боятся наказаний, то управлять легко» (гл. 48). В трактате «Гуань-цзы» (до нас дошёл вариант I в. до н. э.), нашли отражение также взгляды представителей даосизма, конфуцианства, мин цзя, инь ян цзя и др. школ. По Гуань Чжуну, «закон стоит не под, а над государем. Сам правитель обязан выполнять его директивы»; «закон ограждает народ от необузданности государя, у которого нет границ» (гл. 52). В то же время вся полнота политической и экономической власти в государстве должна находиться в руках правителя.
Гуань Чжуну традиционно приписывается авторство трактата «Гуань-цзы» (IV—III вв. до н. э.), основу которого составляют его высказывания. Предполагается, однако, что трактат был создан интеллектуалами академии Цзися и имеет только опосредованное отношение к историческому Гуань Чжуну и его эпохе.

## Отражение в языке
В трактате Хань Фэя «Хань Фэй-цзы», в главе «Первая часть Леса бесед» (кит. 说林上) повествуется, как Гуань Чжун вместе со своим патроном Хуань-гуном участвовал в боевых действиях, а на обратном пути их войско заблудилось. Тогда Гуань Чжун пустил вперёд старую лошадь, которая указала дорогу и тем самым спасла войско. Эта история породила китайскую поговорку «старый конь знает дорогу» (кит. упр. 老马识途, пиньинь lǎomǎ shí tú, палл. лаома ши ту), образное выражение для обозначения идеи, что человек с большим опытом, знакомый с обстановкой, может играть роль проводника.